# Dives dives
Dives dives là một loài chim trong họ Icteridae.